# Kokovke
Kokovke (lat. Erythroxylaceae nom. cons.), biljna porodica u redu malpigijolike koja je ime dobila po rodu Erythroxylum ili koka, sirovini za proizvodnju kokaina. U porodicu je svrstano 271 vrsta, od kojih rodu koka pripada 259 vrsta, a ostale rodovima, Aneulophus (2), Pinacopodium (2) i Nectaropetalum (8 vrsta).
Kokovke su raširene po tropskim krajevima, i to rod koka u Južnoj Americi,  ostala 3 roda u Africi.

## Opis
Erythroxylaceae, ili porodica koke, sadrži 4 roda i 240 vrsta manjeg drveća do grmlja, koji su pantropski, ali uglavnom američki. Porodica ima cjelovite, uglavnom naizmjenične listove bez zubaca i s prilistcima koji kod mnogih vrsta rastu između peteljke i stabljike. Prilično mali cvjetovi nalaze se u skupinama u pazušcima listova, a čašice i niti ostaju u dnu ploda. Erythroxylum (230 vrsta) daleko je najveći rod u porodici i ima prašnike koji su obično spojeni pri dnu i dvije su različite duljine. Plodovi su mesnate koštunice. Osušeno lišće E. coca i E. novogranatense još uvijek žvaču Indijanci u zapadnoj Južnoj Americi, a oboje su izvor kokaina, što ga čini glavnim (uglavnom nedopuštenim) usjevom u dijelovima Kolumbije, Perua i Bolivije. Nizinska sorta E. coca (ipadu) uzgaja se u slivu Amazone u Kolumbiji, Ekvadoru, Peruu i Brazilu. Jedna sorta koke legalno se uzgaja u sjevernom Peruu i koristi se kao aroma za bezalkoholno piće Coca-Cola (ime koje je izvedeno iz biljke). Aneulophus (2 afričke vrste, A. africana i A. africanus) mnogo je sličniji članovima porodice Rhizophoraceae nego ostalim Erythroxylaceae.